# Schmiedgrub (Gemeinde St. Martin)
Schmiedgrub ist ein Ortsteil der Marktgemeinde St. Martin im Mühlkreis in Oberösterreich.
Der Ort befindet sich östlich vom Hauptort St. Martin beiderseits der L1509, der Verbindungsstraße zur Bundesstraße Rohrbacher Straße hin und wurde gegen Ende des 20. Jahrhunderts umfangreich erweitert und ausgebaut. In älteren Ausgaben des Österreichischen Amtskalenders ist Schmiedgrub als Weiler von St. Martin vermerkt. Mittlerweile sind die beiden Orte aber derart verwachsen, sodass die Unterscheidung aufgegeben wurde.